# Virgilio Barco Céspedes
Virgilio Barco Céspedes (Piedecuesta, 15 de septiembre de 1900-Bogotá, 7 de septiembre de 1955), fue un militar colombiano. 
Céspedes ejerció la dirección de la Policía de Colombia entre 1947 y 1948, coindiciendo su cargo con los sucesos de El Bogotazo. También fue uno de los promotores de la creación del grupo paramilitar de los Chulavitas.

## Biografía
Virgilio Barco Céspedes nació en Piedecuesta, el 14 de septiembre de 1900, en un hogar de la élite de la región.
En 1946, el entonces presidente del país, el conservador Mariano Ospina Pérez, lo comisionó a Bogotá como apoyo al coronel José Torres Durán, director de la Policía, por lo que fue nombrado subdirector.

### Dirección de la Policía (1947-1948)
El 3 de octubre de 1947, fue nombrado director de la institución. No se registran aportes relevantes durante su gestión, salvo lo ocurrido durante el Bogotazo.

#### El Bogotazo

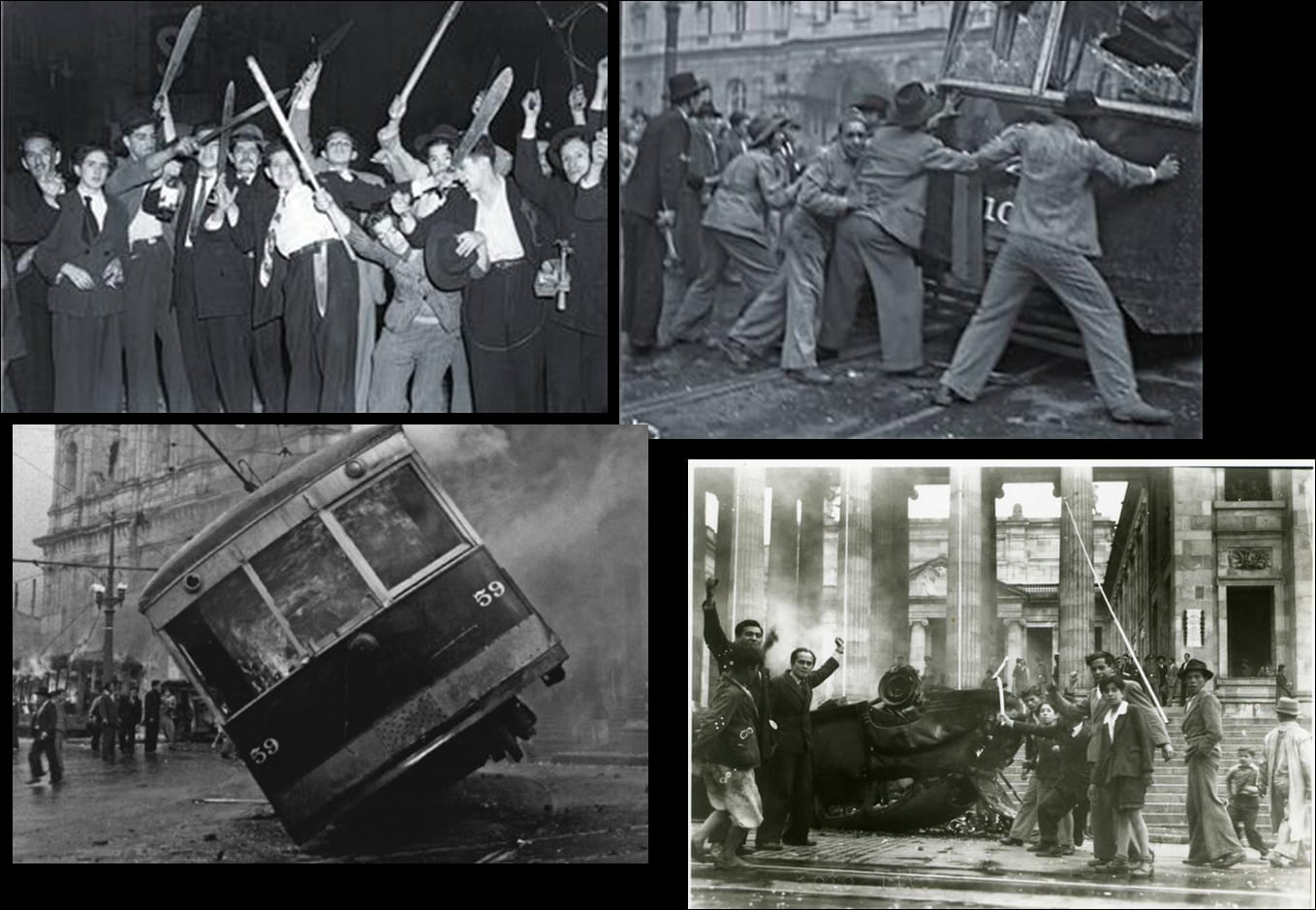
Collage de fotografías tomadas el día de los hechos, 1948.

Barco aún era Director de la Policía Nacional cuando sucedió el asesinato del líder liberal, Jorge Eliecer Gaitán, el 9 de abril de 1948. De hecho, él y el subdirector de la institución, el mayor Alfonso Ahumada, estaban encargados de la seguridad de la IX Conferencia Panamericana.
Ante la amenaza de que los rebeldes liberales quería tomarse el Palacio de la Policía, la sede de la Policía, ubicada unas calles más abajo de los hechos, el coronel Barco acompañado del subdirector, llegaron armados de una pistola a la sede para defenderla.
Según testimonios de sus subalternos, Céspedes y 12 de sus hombres se atrincheraron en la edificación y defendieron la unidad sin recibir refuerzos, ya que varios uniformados se habían unido a los liberales.
Pese a la resistencia inicial, Barco logró que un grupo de uniformados leales al gobierno, provenientes de la escuela de oficiales General Santander, al sur de Bogotá, liderados por el teniente (y futuro director) Bernardo Camacho Leyva, llegara para defender el edificio y así liberarlo de los insurrectos. Al final los méritos de la resistencia se los llevaron Camacho y sus hombres, en perjuicio de los policías del Palacio de la Policía.
Ya habían presagios de lo que iba a suceder, de acuerdo con un telegrama emitido meses antes por el coronel Barco al comandante de la Policía en Norte de Santander (y que Gaitán conoció) en el que decíaː

"Parece probable paro general dentro presente mes. Policía debe estar alerta evitarlo todo trance obrando con inteligencia audacia energía y firmeza como halo hecho siempre. Oportunamente avisarlo día y hora deba presentarse tal suceso. espero informes permanentes sobre situacion esa localidad. transmita esta noticia a gobernación y comando guarnicion militar esa."
Virgilio Barco Céspedes, 20 de enero de 1948.

Restablecido el orden, Barco fue reemplazado en la dirección por el coronel retirado Régulo Gaitán, quien fue recibido con amplio entusiasmo entre sus filas y comenzó la restauración del orden dentro de la institución; mientras recuperaban el rumbo, Gaitán pidió apoyo al Ejército Nacional para que se encargara de la vigilancia  de Bogotá.
Una anécdota curiosa recuerda que un camión con tropas se presentó en la residencia del coronel retirado Gaitán, con el objetivo de llevarse consigo al director de la policía. El coronel les informó la dirección donde residía el coronel Barco -el director en funciones-, pero los hombres que venían en el camión le manifestaron que la orden era la de ir por Gaitán, no por Barco. Fue así como Gaitán se dio por notificado de su designación de nuevo director de la policía.

### Retiro y últimos años
Barco fue llamado a calificar servicios (fue retirado) de la institución en 1949, por una invalidez relativa.
Virgilio Barco Céspedes falleció en Bogotá, el 7 de septiembre de 1955, a pocos días de cumplir los 45 años, durante el gobierno militar de Gustavo Rojas Pinilla.

### Controversias
Son varios los documentos y testimonios que vinculan a Barco, no sólo con la muerte de Gaitán, sino con la violencia bipartidista y la promoción del grupo paramilitar conservador de los Chulavitas.
De acuerdo con Gloria Gaitán, hija del asesinado líder político, el crimen de su padre fue fraguado por la CIA, el presidente Ospina, el escritor Plinio Mendoza y el coronel Barco, como director de la Polícia. Documentos desclasificados de comunicaciones internas en la policía de la época, dejan ver que Barco estaba ordenando represión y vigilancia contra militantes del Partido Liberal, e incluso a interceptar e infiltrar a movimientos cercanos a Gaitán.

## Familia
Virgilio Barco pertenecía a la élite santandereana, entre quienes destacaban empresarios, políticos de los partidos Liberal y Conservador, como su homónimo, y militares. Sus padres eran Eduardo Barco Solórzano y Emilia Céspedes. Su hermano era Luis Eduardo Barco Céspedes. 

### Familiares
Uno de sus sobrinos era el médico y político liberal Enrique Barco Guerrero.
Su bisabuelo paterno era Francisco Tomás del Barco, quien a su vez era el abuelo del militar conservador y primer empresario del petróleo en Colombia, Virgilio Barco Martínez, lo que convierte a Barco Céspedes en sobrino segundo de Barco Martínez. Otro caso similar de este tipo de parentescos es la relación entre Carlos Lleras Restrepo y Alberto Lleras Camargo.
Su tío segundo, Barco Martínez, fue el abuelo del político liberal y expresidente de Colombia, su homónimo, Virgilio Barco Vargas, que casado con Carolina Isakson (hija de un empresario estadounidense), fue el padre de Virgilio, Carolina, Julia y Diana Barco Isakson.